# Swiss Indoors 2023
Swiss Indoors 2023 — тенісний турнір, що проходив на кортах з твердим покриттям у місті Базель, Швейцарія з 23 до 29 жовтня. Належав до категорії ATP 500.

## Фінальна частина

### Одиночний розряд
Фелікс Оже-Аліассім —  Губерт Гуркач 7–6(7–3), 7–6(7–5)

### Парний розряд
Сантьяго Гонсалес /  Едуар Роже-Васслен —  Юго Нис /  Ян Зелінський 6–7(8–10), 7–6(7–3), [10–1]